# Jusaki-Zarzeka
Jusaki-Zarzeka (dawn. Jusaki) – wieś w Polsce położona w województwie lubelskim, w powiecie bialskim, w gminie Łomazy.
Do 31 marca 1927 w gminie Huszcza. W latach 1975–1998 miejscowość administracyjnie należała do województwa bialskopodlaskiego.
Wieś jest sołectwem w gminie Łomazy.  Według Narodowego Spisu Powszechnego (III 2011 r.) wieś liczyła 172 mieszkańców i była dziesiątą co do wielkości miejscowością gminy Łomazy.
Wierni wyznania rzymskokatolickiego należą do parafii Świętych Apostołów Piotra i Pawła w Łomazach.